# Annes Gualberto
Annes Gualberto (São Francisco do Sul, 2 de março de 1901 — 5 de setembro de 1968) foi um engenheiro e político brasileiro.
Filho de Luís Antônio Ferreira Gualberto e Maria Elisa Gualberto.
Formado em engenharia pela Escola de Engenharia da Universidade Presbiteriana Mackenzie, em 1921.
Permaneceu em São Paulo até 1931, trabalhando como engenheiro, sendo a partir de então inspetor de Estradas de Rodagem e Minas do Estado de Santa Catarina.
Foi diretor da Estrada de Ferro Donna Thereza Christina de 26 de agosto de 1947 a 23 de agosto de 1955, e de 21 de julho de 1960 a 27 de fevereiro de 1961.
Foi deputado à Assembleia Legislativa de Santa Catarina na 2ª legislatura (1951 — 1955), renunciando ao mandato para ser diretor da Estrada de Ferro Donna Thereza Christina, de 1955 e 1961, cargo que já tinha exercido em 1947.
Foi secretário de estado da Viação e Obras Públicas em 1961, e secretário executivo do Plano de Metas do Governo de 1961 a 1968.
A rodovia SC-446, antiga SC-55, é denominada "Rodovia Engenheiro Annes Gualberto" pela Lei Ordinária Nº 4 218, de 18 de setembro de 1968.

## Homenagens
- Escola de Educação Básica Engenheiro Annes Gualberto, em Braço do Norte.
- Escola de Ensino Médio Engenheiro Annes Gualberto , em Imbituba.
- Escola de Educação Básica Engenheiro Annes Gualberto, em Joinville.
- Escola de Educação Básica Engenheiro Annes Gualberto em São Francisco do Sul.
- Ginásio de Esportes Annes Gualberto em São Bento do Sul.